# Championnats d'Europe de gymnastique artistique féminine 1985
Navigation
Édition précédente Édition suivante
Les 15e championnats d'Europe de gymnastique artistique féminine ont eu lieu à Helsinki (Finlande) en 1985.

## Résultats

### Concours général individuel
| Rang               | Pays               | Gymnaste           | Saut   | Barres asymétriques | Poutre | Sol   | Total  |
| ------------------ | ------------------ | ------------------ | ------ | ------------------- | ------ | ----- | ------ |
| Médaille d'or      | Union soviétique   | Elena Shushunova   | 10.000 | 9.975               | 9.825  | 9.975 | 39.775 |
| Médaille d'argent  | Allemagne de l'Est | Maxi Gnauck        | 9.825  | 9.950               | 9.875  | 9.950 | 39.600 |
| Médaille de bronze | Union soviétique   | Oksana Omelianchik | 9.800  | 9.925               | 9.900  | 9.900 | 39.525 |

### Finales par engins

#### Saut
| Rang               | Pays               | Gymnaste         | Total  |
| ------------------ | ------------------ | ---------------- | ------ |
| Médaille d'or      | Union soviétique   | Elena Shushunova | 19.975 |
| Médaille d'argent  | Roumanie           | Ecaterina Szabo  | 19.900 |
| Médaille de bronze | Allemagne de l'Est | Dagmar Kersten   | 19.875 |

#### Barres asymétriques
| Rang               | Pays               | Gymnaste           | Total  |
| ------------------ | ------------------ | ------------------ | ------ |
| Médaille d'or      | Union soviétique   | Elena Shushunova   | 19.925 |
| Médaille d'or      | Allemagne de l'Est | Maxi Gnauck        | 19.925 |
| Médaille de bronze | Union soviétique   | Oksana Omelianchik | 19.825 |

#### Poutre
| Rang               | Pays             | Gymnaste           | Total  |
| ------------------ | ---------------- | ------------------ | ------ |
| Médaille d'or      | Union soviétique | Oksana Omelianchik | 19.800 |
| Médaille d'argent  | Tchécoslovaquie  | Hana Ricna         | 19.775 |
| Médaille de bronze | Union soviétique | Elena Shushunova   | 19.750 |

#### Sol
| Rang               | Pays             | Gymnaste           | Total  |
| ------------------ | ---------------- | ------------------ | ------ |
| Médaille d'or      | Union soviétique | Elena Shushunova   | 19.950 |
| Médaille d'argent  | Union soviétique | Oksana Omelianchik | 19.900 |
| Médaille de bronze | Roumanie         | Daniela Silivas    | 19.750 |